# Marvin (Film)
Marvin (im Original Marvin ou la Belle Éducation) ist ein französisches Filmdrama aus dem Jahr 2017 unter Regie und nach einem Drehbuch von Anne Fontaine mit Finnegan Oldfield, Grégory Gadebois und Vincent Macaigne in den Hauptrollen. Der Film basiert auf dem Roman Das Ende von Eddy von Édouard Louis. Marvin feierte seine Uraufführung auf den Internationalen Filmfestspielen von Venedig im Jahr 2017 und wurde dort mit dem Queer Lion ausgezeichnet.

## Handlung
Marvin ist ein schwuler Junge aus dem Département Vosges in Ostfrankreich, der von seinen Mitschülern drangsaliert und als Schwuchtel beschimpft wird. Auch von seinem trinkenden marokkanischen Vater erhält er keine Unterstützung und wird stattdessen von ihm schikaniert, denn er hält Homosexualität für eine Geisteskrankheit. Seine einzigen schönen Momente in der Kindheit sind die Besuche im Hallenbad, dort kann er ungestört ältere Jungs anstarren. Unterstützt wird er von seiner Schulleiterin Madame Clément. Sie bestärkt ihn seinen Weg zu gehen und nach Paris in ein Internat umzuziehen. Als sich Marvin als schwul outet wird ihm klar, dass er in seinem Dorf nicht glücklich werden kann. Er entflieht dem rückschrittigen Umfeld und dem zerrütteten Elternhaus und macht sich auf den Weg nach Paris, um Schauspiel zu studieren.
In Paris lernt er, unter der neuen Identität Martin Clément, Roland kennen, der schon bald sein Liebhaber wird. Roland, sein Sugar-Daddy, ist deutlich älter und wohlhabend und führt Marvin in die Pariser Oberschicht ein. Marvin macht sich daran, seine traumatische Kindheit zu verarbeiten.

## Hintergrund
Marvin ist eine Produktion von Ciné@, P.A.S. Productions und F Comme Film. Gedreht wurde in Paris, unter anderem am Pont Neuf und auf der Rue de Strasbourg, im Département Vosges in den Kleinstädten Xertigny, La Haye und Épinal, sowie in Portugal im August und September 2016.
Uraufgeführt wurde Marvin auf den Internationalen Filmfestspielen von Venedig 2017 am 2. September 2017, ab dem 22. November 2017 wurde der Film in den französischen Kinos ausgestrahlt. Deutscher Kinostart als Original mit Untertitel war am 7. Juni 2018, Ende Juni 2018 folgte die Veröffentlichung auf DVD. Den Vertrieb in Deutschland übernimmt der Filmverleih Edition Salzgeber. Der Film wurde unter anderem auf der Viennale in Wien, dem Internationalen Filmfestival von Stockholm, dem London Filmfestival und auf dem Frameline Filmfestival in San Francisco präsentiert.

## Rezeption

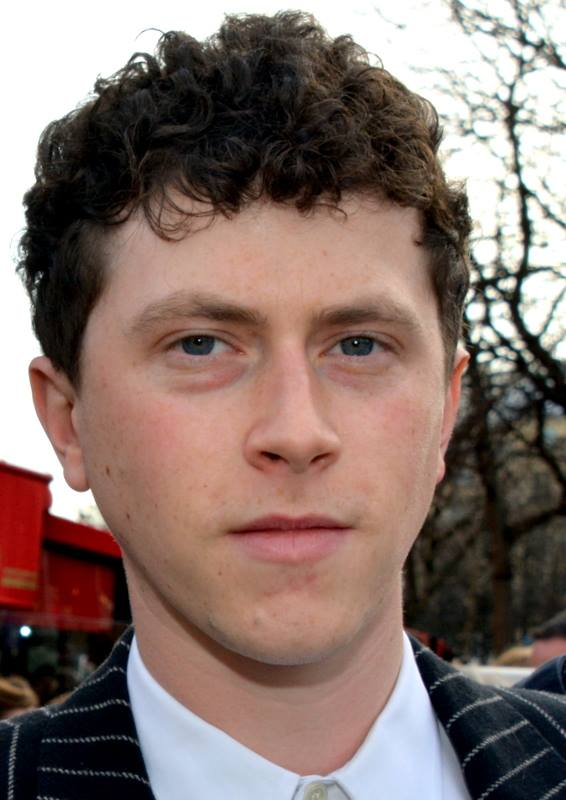
Finnegan Oldfield spielt in der Titelrolle Marvin

Simon Hauck von epd Film ist der Meinung, dass sich die Enge der Heimatstadt und die Offenheit von Paris gut in der Bildkomposition widerspiegle, besonders begeistert zeigt er sich über die Schlüsselszene, in der Marvins Vater Marvin zum Bahnhof bringt und ihn verabschiedet. Jordan Mintzer vom US-amerikanischen Hollywood Reporter schreibt, dass der Film insgesamt zu lang und zu übertrieben sei, die Leistung des Hauptdarstellers Finnegan Oldfield könne dies jedoch kompensieren. Gay Lodge von Variety bezeichnet Marvin als lohnenswerte und einfühlsame Dokumentation eines Coming-of-Age-Prozesses. Die Redaktion von Cinema vergibt vier von fünf möglichen Punkten und schreibt: „Das berührende Protokoll einer Befreiung, einfühlsam gespielt und klug inszeniert.“

## Auszeichnungen (Auswahl)
Internationale Filmfestspiel von Venedig 2017
- Preisträger des Queer Lion
- Nominierung in der Kategorie Bester Film

Molodist International Film Festival 2018
- Nominierung in der Kategorie Bester LGBTQ-Film

Prix Lumières 2018
- Nominierung in der Kategorie Bester Nachwuchsdarsteller (Meilleure révélation masculine) für Finnegan Oldfield

César 2018
- Nominierung in der Kategorie Bester Nachwuchsdarsteller (Meilleur espoir masculin) für Finnegan Oldfield